# Wokingham (borough)
Wokingham è un'autorità unitaria del Berkshire, Inghilterra, Regno Unito, con sede nella città omonima.
Il distretto fu creato con il Local Government Act 1972, il 1º aprile 1974 dalla fusione dei borough di Wokingham col Distretto rurale di Wokingham.

## Parrocchie civili
- Arborfield and Newland
- Barkham
- Charvil
- Earley
- Finchampstead
- Remenham
- Ruscombe
- St. Nicholas, Hurst
- Shinfield
- Sonning
- Swallowfield
- Twyford
- Wargrave
- Winnersh
- Wokingham
- Wokingham Without
- Woodley